# Saison 11 d'American Dad!
Chronologie
Saison 10 Saison 12
La onzième saison d'American Dad! a été diffusée pour la première fois aux États-Unis sur la Fox entre le 14 septembre 2014 et le 21 septembre 2014. Elle est composée de trois épisodes. Il s'agit de la dernière saison diffusée sur la Fox.

En France, elle a été diffusée pour la première fois à la télévision sur NRJ 12. Les épisodes ont été incorporés avec les épisodes de la saison 12.

## Épisodes
| № | # | Titre                                                                        | Réalisation     | Scénario       | Première diffusion | Code de prod. | Audience |
| --- | - | ---------------------------------------------------------------------------- | --------------- | -------------- | ------------------ | ------------- | -------- |
| 173 | 1 | Chez l'ami Roger (Roger au bar de l’épuisement) Roger Passes the Bar         | Josue Cervantes | Charles Suozzi | 14 septembre 2014  | 8AJN21        | 2,62     |
| Roger se surmène pour faire tourner son bar. Une nouvelle voisine va grandement intéresser Steve et ses potes... |   |                                                                              |                 |                |                    |               |          |
| 174 | 2 | Adoption sous haute tension (Un garçon prénommé Mickaël) A Boy Named Michael | Joe Daniello    | Erik Richter   | 14 septembre 2014  | 8AJN17        | 2,66     |
| Greg et Terry décident d'adopter un enfant russe, mais cet enfant n'est autre que Roger déguisé...               |   |                                                                              |                 |                |                    |               |          |
| 175 | 3 | Kim Kardashiante (Blagsnarst: Une histoire d'amour) Blagsnarst, A Love Story | Chris Bennett   | Wes Lukey      | 21 septembre 2014  | 8AJN22        | 3,03     |
| Roger à un comportement de plus en plus étrange, ce qui inquiète la famille Smith...                             |   |                                                                              |                 |                |                    |               |          |